# (2203) van Rhijn
(2203) van Rhijn es un asteroide que forma parte del cinturón de asteroides y fue descubierto por Hendrik van Gent el 28 de septiembre de 1935 desde la Estación meridional de Leiden, en Johannesburgo, República Sudafricana.

## Designación y nombre
van Rhijn se designó al principio como 1935 SQ1.
Posteriormente, en 1991, fue nombrado en honor del astrónomo neerlandés Pieter Johannes van Rhijn (1886-1960).

## Características orbitales
van Rhijn está situado a una distancia media del Sol de 3,105 ua, pudiendo acercarse hasta 2,524 ua y alejarse hasta 3,686 ua. Su inclinación orbital es 1,646 grados y la excentricidad 0,1871. Emplea en completar una órbita alrededor del Sol 1999 días.

## Características físicas
La magnitud absoluta de van Rhijn es 11,6 y el periodo de rotación de 30,55 horas.